# Proces Leblanc
Procedeul Leblanc este o metodă chimică de sintetizare (obținere) a carbonatului de sodiu (sodă) din sare de mare (marină). Carbonatul de sodiu este un produs chimic, multiplu folosit industrial, în industria sticlei, a săpunului, industria textilă și a hârtiei. 

## Context istoric
Până în anul 1789 se utiliza carbonat de sodiu ce provenea din cenușă de plante. În sec.al XVIII-lea din cauza despăduririlor, Franța a fost nevoită să recurgă la import de carbonat de sodiu. Totodată a fost încurajată obținerea mult căutatului produs din sare marină. Francezul Leblanc a reușit să producă sodă prin procedeul ce-i poartă numele și care a fost aplicat până în anii 1870, când chimistul belgian Ernest Solvay a descoperit o altă metodă, folosită și în prezent, „procedeul Solvay”. 

## Metoda Leblanc
Se întrebuințează ca materii prime: sare de mare (clorură de sodiu), calcar (carbonat de calciu) și carbon (cărbune, lemn). Sintetizarea carbonatului de sodiu se face printr-un proces compus din 2 faze operaționale:
- În prima fază clorura de sodiu împreunată cu acid sulfuric produc sulfat de sodiu.
- În faza a doua a procedeului se prăjește (coace) un amestec de sulfat de sodiu, calcar și carbon (cărbune, lemn). Prin reacția chimică ce ia naștere, se obține o oxidare a carbonului (ardere) în dioxid de carbon și rezultă două sări: sulfit de calciu si carbonat de sodiu.

După degajarea gazului (dioxid de carbon), rămâne o cenușă de culoare închisă care include atât sulfitul de calciu cât și carbonatul de sodiu, produsul final (soda).